# Кохен, Йоб
Йоб Кохен (иногда Коэн или Коен; полное имя — Мариюс Йоб Кохен, нидерл. Marius Job Cohen; род. 18 октября 1947, Харлем, Нидерланды) — нидерландский политик, бургомистр Амстердама (2001—2010) и лидер Партии труда с 25 апреля 2010 по 22 февраля 2012 года, учёный-юрист. В 2005 году стал одним из 37 «европейских героев» по версии журнала Time в номинации «Hate busters».
Коэн получил степень магистра права в Университете Гронингена. Также Мариюс работал научным сотрудником в Лейденском университете до того, как закончил свою диссертацию и получил степень доктора юридических наук. Политик работал профессором юридических наук в государственном университете Лимбурга с сентября 1983 по июнь 1993 года. Он также занимал пост ректора «Magnificus» государственного университета Лимбурга с января 1991 года.

## Биография
Йоб Кохен родился в еврейской семье, изучал право в университете Гронингена. Его мать работала в городском совете и часто брала сына на заседания; уже в то время Кохен заинтересовался политикой. Некоторое время работал в Лейденском университете. Затем перешёл на работу в Университет Маастрихта, в 1991-97 был его ректором.
Со 2 июля 1993 года по 22 августа 1994 года Кохен был государственным секретарём по образованию, культуре и науке. В 1995-98 был депутатом Первой палаты (Сената) Генеральных штатов, а с 1996 года возглавлял в ней фракцию Партии труда. 3 августа 1998 года Кохен был назначен государственным секретарём юстиции, но 31 декабря 2000 года покинул этот пост, чтобы иметь возможность занять пост бургомистра Амстердама 15 января 2001 года.
1 апреля того же года Кохен участвовал в процедуре официальной регистрации первых четырёх однополых брачных союзов в стране. На посту бургомистра Кохен также содействовал межкультурному диалогу с участием коренных голландцев и иммигрантов. 2 февраля 2002 года Кохен проводил бракосочетание принца Виллема-Александра и Максимы Соррегьеты.
В 2004 году популярность Кохена и его политики диалога с неассимилированными иммигрантами сильно упала после убийства Тео ван Гога, однако ему удалось восстановить её после своей активной примирительной деятельности. Хотя по всем Нидерландам за этот период было зафиксировано 106 случаев нападений на мусульман, в Амстердаме подобных инцидентов не было. При нём расширились контакты администрации города с общинами иммигрантов. В качестве образца примирительной политики Кохена иногда приводится эпизод, когда группа марокканцев обратились с жалобой на владельцев дискотеки, не пускавшей их внутрь из-за частых инцидентов с ними; в итоге стороны договорились о свободном доступе марокканцев с одновременным применением жёстких мер ко всем нарушителям порядка. В результате, в 2005 году Кохен стал одним из 37 «европейских героев» по версии журнала Time в номинации «Hate busters».
12 марта 2010 года покинул пост мэра, чтобы принять лидерство в партии в преддверии парламентских выборов 9 июня.
Кохен выступает в поддержку абортов, против налоговых льгот богатым; также он считает необходимым вывести нидерландские войска из Афганистана. Одним из политических кумиров Кохена является Джон Кеннеди.

### Семья и образование
Йоб Кохен родился в Харлеме. Он был вторым ребенком Адольфа Эмиля Коэн и Генриетты Костер. Его старший брат — Флорис Коэн. Его родители изучали историю и преподавали уроки в старших классах. Его дедушка и бабушка по отцовской линии Хендрик Коэн и Флора Полак умерли в концлагере Берген-Бельзен в 1945 году. После войны его отец работал в Нидерландском институте военной документации. Позже он стал профессором средневековой истории и ректором в Лейденском университете.

## Высказывания
Иммигранты всегда были частью нашего города, и Амстердам есть и остаётся толерантным. Евреи не должны бояться ходить по городу в своих головных уборах, марокканцы должны иметь возможность найти работу, а гомосексуалов не должны оскорблять. Все «мы и они», которые существуют — это горожане, которые хотят жить вместе в мире, и те, которые не хотят.Оригинальный текст (англ.)Immigrants have always been part of our city and Amsterdam is, and remains, tolerant. Jews should not be afraid to walk the streets wearing their skullcaps, Moroccans must be able to find jobs, and homosexuals must not be insulted. The only ‘us and them’ that exist are the citizens who want to live together in peace and those who don’t